# Zhang Yanmei
Zhang Yanmei (n. 26 decembrie 1972, Shulan⁠(d), Jilin, Republica Populară Chineză) este o sportivă ce a reprezentat Republica Populară Chineză, medaliată olimpică. A participat la 2 ediții ale Jocurilor Olimpice (1992, 1994) în care a câștigat o medalie de argint.